# Ruth Fuchs

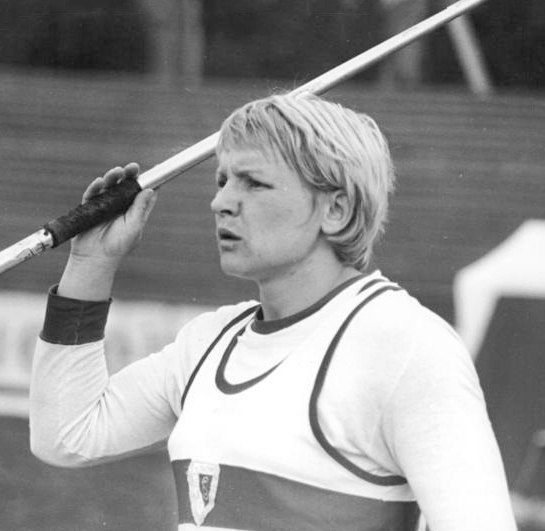
Ruth Fuchs

Ruth Fuchs (Egeln, Alemania Oriental; 14 de diciembre de 1946-Jena, Alemania; 20 de septiembre de 2023) fue una atleta alemana especialista en lanzamiento de jabalina, campeona olímpica en los Juegos de Múnich 1972 y de Montreal 1976.
Está considerada como la mejor lanzadora de jabalina de todos los tiempos, y es la única que ha ganado dos oros olímpicos en esta especialidad. Además fue dos veces campeona de Europa (en Roma 1974 y Praga 1978) y batió seis veces el récord mundial.
Se retiró en 1980, y más tarde se dedicó a la política. Tras la reunificación de Alemania llegó a ser miembro del Bundestag por el Partido del Socialismo Democrático.

## Resultados
| Año  | Competición          | Lugar      | Puesto | Marca |
| ---- | -------------------- | ---------- | ------ | ----- |
| 1971 | Campeonato de Europa | Helsinki   | 3.ª    | 59.16 |
| 1972 | Juegos Olímpicos     | Múnich     | 1.ª    | 63.88 |
| 1974 | Campeonato de Europa | Roma       | 1.ª    | 67.22 |
| 1976 | Juegos Olímpicos     | Montreal   | 1.ª    | 65.94 |
| 1977 | Copa del Mundo       | Düsseldorf | 1.ª    | 62.36 |
| 1978 | Campeonato de Europa | Praga      | 1.ª    | 69.16 |
| 1979 | Copa del Mundo       | Montreal   | 1.ª    | 66.10 |
| 1980 | Juegos Olímpicos     | Moscú      | 8.ª    | 63.94 |

## Récords del Mundo
- 65.06 - Potsdam, 11 Jun 1972
- 66.10 - Edimburgo, 07 Sep 1973
- 67.22 - Roma, 03 Sep 1974
- 69.12 - Berlín, 10 Jul 1976
- 69.52 - Dresde, 13 Jun 1979
- 69.96 - Split, 29 Abr 1980

| Predecesor: Angela Németh | Campeona Olímpica de lanzamiento de jabalina Juegos Olímpicos de 1972 - Juegos Olímpicos de 1976 | Sucesor: María Caridad Colón |